# Березове (Хомутовський район)
Березове (рос. Берёзовое) — селище в Хомутовському районі Курської області Російської Федерації.
Населення становить 6 осіб. Входить до складу муніципального утворення Гламаздинська сільрада.

## Історія
Населений пункт розташований на території українського етнічного та культурного краю Східна Слобожанщина.
Від 2004 року входить до складу муніципального утворення Гламаздинська сільрада.

## Населення
1. Н/Д[2]